# Beka Tsiklauri
Beka Tsiklauri (nacido en Tiflis el 9 de febrero de 1989) es un jugador de rugby georgiano, que juega de zaguero para la selección de rugby de Georgia y, actualmente (2015) para el Locomotive de Tiflis, que juega el campeonato de rugby de Georgia.
Su debut con la selección nacional de Georgia se produjo en un partido contra Italia en Bucarest el 20 de junio de 2008.
Ha sido seleccionado para la Copa del Mundo de Rugby de 2015. En el partido contra Nueva Zelanda, que terminó con victoria neozelandesa 43-10, Tsiklauri logró un ensayo en el minuto 4 de partido.